# Isaac Jogues
Isaac Jogues, född 10 januari 1607 Orléans i Frankrike, död 18 oktober 1646 i Auriesville i delstaten New York i USA. Han var jesuitpräst dog martyrdöden efter att ha dödats av mohawkindianer när han missionerade bland indianstammarna i nordöstra USA. Han vördas därför som helgon av katolska kyrkan och är skyddshelgon för Amerika. Han och sju andra missionärer, de nordamerikanska martyrerna, som också dog martyrdöden mellan åren 1642 och 1649 helgonförklarades den 29 juni 1930 av påven Pius XI. Deras helgondag är den 19 oktober, men de firas också den 26 september och av jesuitorden den 16 mars.

## Biografi
Isaac Jogues föddes den 10 januari 1607 i Orléans i Frankrike i en välbärgad familj. Han studerade på hemstadens jesuitskola och bestämde sig tidigt för att bli missionär. Efter sin prästvigning 1636 anmälde han sig till missionär hos Huronindianerna i nordöstra Amerika. På resan till missionen fick han namnet Ondessonk, den oövervinnlige, av huronerna.
Väl framme hos huronerna började Isaac Jogues missionera hos de ofta skeptiska huronerna. Snart smittades stammen av smittkoppor, en sjukdom som kommit med européerna och som de också fick skulden för. Huronerna behövde dock stöd av Frankrike mot sin fiende mohawkerna, och efter att ha isolerat de sjuka och hejdat epidemin accepterades missionärerna.
På en resa efter förnödenheter tillfångatogs Isaak Jogues och hans följe av mohawkindianerna. Isaak Jogues torterades och bland annat förlorade han båda händers tummar och pekfingrar. Efter att ha varit fånge och slav i ett år lyckades han fly med hjälp av några holländska köpmän och kom tillbaks till Frankrike år 1643. Eftersom sakramentet bara fick hållas med tumme och pekfinger kunde han inte förrätta nattvarden. Påven Urban VIII utfärdade då en dispens efter att ha hört om hans insatser i Nya Frankrike.
Redan 1644 återvände Isaak Jogues till huronerna och blev utsänd till sändebud till mohawkerna för att förhandla fram ett fredsavtal mellan dem och Frankrike. 1646 återvände han som ambassadör till samma plats som han flytt ett år tidigare. Freden blev inte långvarig och på hösten tillfångatogs Isaac Jogues åter av mohawkerna och efter ytterligare tortyr dödades han den 18 oktober 1646.

## Övrigt
Isaac Jogues var den förste katolska prästen som besökte New York. Han var också den förste europé som bekräftat tog sig fram till Övre sjön. Han namngav nuvarande Lake George till Lac du Saint Sacrement, ungefär De heliga sakramentens sjö. Namnet stod sig i över hundra år då den bytte namn för att hedra den brittiske kungen  Georg II.
Helgondagen för de nordamerikanska martyrerna bestämdes först till den 26 september men efter kalenderrevisionen 1969 flyttades den till 19 oktober. Det är dagen efter Isaac Jogues martyrdag och den dag som låg närmast denna. Den 18 oktober firas evangelisten Lukas.